# HBX (esplosivo)
L'"HBX", acronimo di "High Blast Explosive", è un esplosivo utilizzato come carica di scoppio nelle testate dei missili, mine, bombe di profondità, cariche di profondità e siluri.
Venne sviluppato nel corso della Seconda guerra mondiale come variante desensibilizzata dell'esplosivo Torpex.

## Varianti
Esistono tre varianti di questo esplosivo:
- HBX-1
- HBX-3
- H-6